# Roccaforte del Greco
Roccaforte del Greco (Greek: Vuni) là một đô thị ở tỉnh Reggio Calabria trong vùng Calabria, Ý, có cự ly khoảng 110 km về phía tây nam của Catanzaro và khoảng 20 km về phía đông nam của Reggio Calabria. Tại thời điểm ngày 31 tháng 12 năm 2004, đô thị này có dân số 743 người và diện tích là 54,2 km².
Roccaforte del Greco giáp các đô thị: Bagaladi, Cardeto, Condofuri, Reggio Calabria, Roghudi, San Lorenzo, Santo Stefano in Aspromonte, Scilla, Sinopoli.